# Manzana de la Rivera

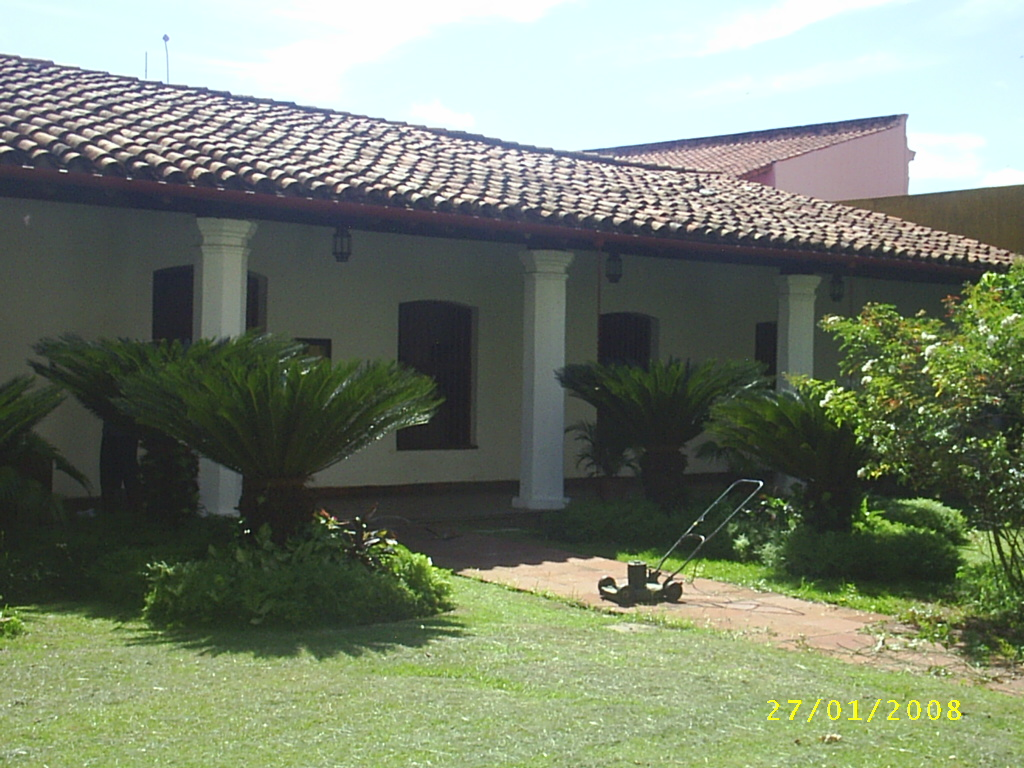
Casa Castelví (1804)

A Manzana de la Rivera (em português: Quarteirão da Ribeira) é um conjunto de edifícios históricos de Assunção, Paraguai. Nas edificações da Manzana funcionam museus e salas de exposições que conformam o Centro Cultural de la Rivera.
A história do Centro Cultural começa após 1898, quando aumenta a consciência da necessidade de preservação do património arquitetónico do centro de Assunção. Nesse contexto, estudantes de arquitetura lançaram a campanha “Salvemos la Manzana frente al Palacio”, visando proteger vários edifícios do quarteirão histórico localizado em frente ao Palacio de López, sede do governo paraguaio. A Comissão do V Centenário do Paraguai, a Municipalidade de Assunção e a Agência Espanhola de Cooperação Internacional prepararam os projetos de restauro, que se iniciaram em 1991 com a Casa Viola. Em 1996 foi restaurada a última, a Casa Ballario.

## Casas
Ao todo, são nove as casas que formam o Centro Cultural:
- Casa Viola: Foi a primeira em ser restaurada, em 1991. Trata-se de um típico casarão colonial, datado da década de 1750, com telhado de duas águas coberto de telhas e um alpendre na fachada principal. Tem uma disposição diagonal em relação à rua. Isso ocorre porque a casa é anterior à grande reurbanização de Assunção realizada no governo de Gaspar Rodríguez de Francia, em que o traçado das ruas foi redesenhado. No interior, apenas um quarto é original. Desde 1996 funciona na Casa Viola o Museu Memória da Cidade (Museo Memoria de la Ciudad), que conta a história de Assunção.
- Casa Clari: Casa simples em estilo Arte nova, datada das primeiras décadas do século XX. No interior funciona um Café e um espaço para exposições de arte.
- Casa Clari-Mestre: Casa neoclássica de 1912. Seu interior é agora ocupado pelo auditório Ruy Díaz de Guzmán.
- Casa Vertúa: Casa em estilo neoclássico de 1898. Em 1993 foi instalada a Biblioteca Municipal no seu interior, com 20.000 livros.
- Casa Emasa: Casa onde funcionou uma imprensa, foi adaptada para ser a sede dos escritórios do Centro Cultural, da Agência Espanhola de Cooperação Internacional e outros. Também possui um espaço para exposições.
- Casa Castelví: Importante casarão de 1804, mantém a tipologia colonial. Portas, janelas, grades de ferro e alguns pisos são ainda os originais. Foi residência de José Castelví, um catalão que era vice-intendente de Assunção em 1800. Possui salas de exposições e um espaço para atividades com crianças.
- Casa Serra I e II: Edifícios neoclássicos gêmeos, funcionam atualmente como Videoteca e Banco da Imagem e do Som para a preservação do patrimônio audiovisual paraguaio. Possui uma sala de aula para cursos.
- Casa Ballario: Edifício neoclássico de 1901, foi a última casa em ser restaurada, em 1996. No seu interior funcionam escritórios da UNESCO -Paraguai e do Teatro Municipal de Assunção.